# Gymnodampia spinosa
Gymnodampia spinosa är en kvalsterart som först beskrevs av Hammer 1977.  Gymnodampia spinosa ingår i släktet Gymnodampia och familjen Platyameridae. Inga underarter finns listade i Catalogue of Life.